# Denkyira
Denkyira fou una poderosa confederació de la nació que va existir al sud de la moderna Ghana des de 1620. Com tots els estats akans, es va originar en l'estat de Bono. Abans de 1620 el nucli central de l'aliança Denkyira era el regne d'Agona. El governant de Denkyira va ser anomenat Denkyirahene i la capital fou Abankeseso. La capital després fou Jukwaa i encara que va passar per uns anys a Dunkwa-on-Offin, ara torna a ser a Jukwaa. Els denkyira tenien el seu origen en antics senyors de la guerra d'origen matrilineal kwa que formaven el grup principal dels pobles akan residint a la regió centre-sud de Ghana. La seva llengua és l'Akan Twi, una llengua kwa de la família Niger-Congo, i avui dia viuen als districtes de Twifo Ati-Mokwa (abans Twifo-Heman Lower Denkyira) i Upper Denkyira (East i West). El primer Denkyirahene (rei) fou Mumunumfi. Denkyira va esdevenir poderosa a través de la producció d'or i el comerç amb Europa.

## Història

### Orígens
Les tradicions orals afirmen que els pares fundadors de l'Alt i Baix Denkyira a la Regió Central originalment vivien a les zones Mani, a la Regió Volta, al sud de la corba del Níger. Van abandonar la regió a causa de la naturalesa àrida de la terra que va portar a la fam i a hostilitats. Van emigrar al sud-oest, van creuar el Volta i van arribar a Tekyiman (Techiman) a l'antic Estat de Bono cap a 1570. Després els emigrants van viure durant un temps amb els nkyires (singular nkyiraa) a la mateixa regió. En aquest temps foren coneguts com a adawufo, d'aquí la dita "Adawu, Dawu Denkyira, mene-sono" (Literalment "Adawu Dawu Denkyira, els que s'empassen els elefants"), que va esdevenir el sobrenom honorífic dels denkyires. Es van quedar amb els nkyires durant més d'un segle i van aprendre les seves institucions tan bé que la gent deia que havien arribat a ser com els nkyires ("Dan-Nkyiraa" és a dir, "Dependents de Nkyiraa"

### El clan Agona
Quan els denkyires finalment van decidir traslladar-se cap al sud a la regió de la selva central, al segle xvi, ho van fer sota la direcció de la primera dona governant, Nana Ayekraa Adeboa del clan Agona, que els va instal·lar a Tutumbe (que havia estat establerta pel clan Asakyiri) prop de Bonatifi, al només 3,5 quilòmetres d'Adanse Akorokyere. S'afirma que els governants de Denkyira, Akyem Oda i Bodwesango pertanyen al mateix grup ètnic i al clan Agona, units per una ascendència comuna, una dona de nom Bomaasi, que va tenir tres filles: Agobani qui es va convertir en l'avantpassada de Denkyira Abankesieso (Agona Piesie), Anadineho que fou l'avantpassada de Akyem Oda (Agona Manu), i Siema els descendents de la qual (Agona Mensah) es van establir a Bodwesango.
Després d'un llarg i gloriós regnat, Nana Ayekraa Adeboa va morir. El seu fill gran, Annin Panyin, es va convertir en el primer governant masculí; ell també va gaudir d'un regnat llarg, però sense incidents. Va ser succeït per dos germans, Ahi i Aha, que probablement van governar junts pel nom comú de dinastia Ahahiaha donat a la casa reial. Van passar la major part del seu regnat en l'exploració, i per llavors ja s'havia format una unitat política altament desenvolupat i eficient.

### Denkyirahenes
El següent governant fou Mumunumfi. Va sentir enveja del Adansehene Otibireku Asare que havia amassat una fortuna i era poderós. Va declarar la guerra a Adanse, infligint-li una derrota aclaparadora. Va nomenar a Awurade Basa per dirigir els afers dels vençut regne d'Adanse. Mumunumfi va ser succeït per Wirempe Ampem (1624-1637). Va dirigir una maquinària militar que consistia en unitats divisionals, i després de derrotar els aowin, va fundar la famosa capital, Abankesieso Banso que consistia en 77 localitats al voltant, a 24 quilòmetres de Jacobu, a l'oest del territori d'Adanse Akorokyere, i es va convertir en un gran regne en expansió.
El rei dels denkyires tenia un fort exèrcit estatal organitzat, i es va convertir en un governant absolut. Aquest va ser el començament del regnat del terror, d'aquí la dita: "Wirempe Ampem 1 wo din Yem me", és a dir, "Wirempe Ampem, el nom que no ha de ser pronunciat". El rei va morir en una de les seves campanyes a l'oest i va ser succeït per un jove de només vuit anys. Va ser portat al camp de batalla per augmentar la seva moral enmig de gran joia. Llavors els membres de la reialesa de sang eren tots menors d'edat. El nou rei fou Boa Amponsem Dakabere.

### Hegemonia
Al llarg del seu regnat, l'autoritat de Boa Amponsem es va sentir en gran part del regne Aixanti i la seva zona d'influència. Per aquest govern efectiu va ser l'al·lusió:  Kotoko som Amponsem , és a dir "el porc espí (Aixanti) és servent d'Amponsem (el rei Denkyira)". El regne Denkyira va créixer molt ric i es va donar a conèixer als europeus a les costes de l'Atlàntic com un poble amb grans quantitats d'or al·luvial. Durant el regnat de Boa Amponsem I, aquest podia donar-se el luxe de comptar amb nous adorns d'or emesos per a cada ocasió cerimonial; l'or era utilitzat una vegada i mai més era utilitzat de nou. Això li va valer l'epítet de "Boa Amponsem a odi sika tomprada" ("Boa Amposem el que menja or fresc"). Fins i tot quan Osei Tutu era jove el seu oncle Opoku Ware el va enviar a la cort de Denkyira per a servir com a patge. Alhora, Okomfo Anokye era el bruixot i visionari del rei Boa Amponsem. El regne, al mateix temps es va fer tan ric que Denkyira va ser l'Estat principal dels comerciants holandesos pel seu or abundant i raonablement pur. Va governar sàviament i no tenia rival. Després de la seva mort (1694), el poble es va quedar sense el seu líder.

### Guerra de Feyiase
En 1694, el rei Boa Amponsem I de Denkyira morir després de 40 anys regnat; va ser succeït pel seu parent (nebot llunyà), Ntim Gyakari (1694-1701). Ntim Gyakari era un faldiller i un jove capritxós de judici incert. Ntim Gyakari va governar amb orgull i arrogància. Això és confirmat per les proves documentals, com Bossman, un observador imparcial i contemporani que va escriure: Denkyira, elevat per les seves grans riqueses i el poder es va tornar arrogant i veia a la resta dels negres amb els ulls contemplatius, considerant que no eren més que esclaus (. Tothom odiava al rei Denkyira i va esperar el moment en què el seu poder cauria.
En la darrera dècada del segle xvii van esclatar lluites entre Denkyira i els asen i els twifo. L'objectiu d'aquestes lluites era per mantenir obertes les rutes comercials a la costa.
En el període previ a la guerra de Feyiase, gran nombre de subjectes Denkyira va fugir a Kwaman (després Kumasi) per escapar de les demandes de Abankeseso (també coneguda com a Ntibanso -una gran ciutat amb 77 barris regada per set corrents, que va ser la capital de l'Imperi Denkyira). Abankeseso confrontava amb Abuakwa (a Kumasi) i s'estenia cap al nord fins Jacobu al Districte Central d'Amensi. És a dir es va estendre a sis milles de ràdio en les quals Osansa (el falcó) no podia volar a través. El seu continu augment en les demandes va provocar la resistència d'una coalició dels seus tributaris septentrionals dirigits per Osei Tutu, de Kumasi. La més important d'aquestes demandes va ser quan el rei va enviar al seu missatger, Abebrese, a Kumasi amb un missatge perquè Osei Tutu havia donat protecció a Oduro Agyensamoo d'Assin (un home buscat a Abankeseso per qüestionar el rei de Denkyira sobre les circumstàncies de la mort de Boa Amponsem); Osei Tutu va fer la guerra contra Dormaa Kusi de Dormaa, un cap subordinat sota Denkyira, sense el seu permís, el rei de Denkyira va exigir al Asantehene el següent: en primer lloc, els aixantis havien d'omplir l'olla o safata (de bronze, creada per Abebrese) d'or pur fins a la vora. En segon lloc, cada un dels caps aixantis haurien d'enviar al rei de Denkyira un "Kyekyerekona" - un llarg collaret usat per les esposes del rei en senyal de submissió. En tercer lloc, el Asantehene i cadascun dels seus caps provincials aixantis havia de lliurar la seva esposa favorita preferida i enviar-la a Abankeseso al rei de Denkyira.
El 1699 el regne Denkyira estava en tota la seva extensió; la riquesa i la conquesta el va portar l'orgull i l'arrogància durant el regnat de Ntim Gyakari. Mentrestant, el rei Osei Tutu assistit per Okomfo Anokye, el seu gran amic, sacerdot i conseller constitucional, estava ocupat tractant de trobar un casus belli per llançar una operació militar a gran escala. Fou en aquestes circumstàncies quan Ntim Gyakari va fer una cosa que va fer inevitable la guerra, que foren les peticions abans esmentades. Els aixantis van considerar la demanda un insult a la seva dignitat.
Tambors de guerra van sonar al llarg i ample de l'estat. Degut al tirànic govern de Ntim Gyakari, la mitat dels denkyires van lluitar junt als aixantis. Això equivalia a una declaració de guerra. La primera ciutat que va canviar la lleialtat de Ntim Gyakari a Osei Tutu va ser el poble d'Abooso. Abooso era una ciutat que es trobava als voltants de Adansi Akrokeri i Abankeseso. Els habitants d'aquest poble van ser anomenats Bontwumafo - el poble d'argila vermella. El Denkyirahene va fer deu classes d'homes i dones. Aquests homes i dones hi eren per oferir els seus cossos com un sacrifici al rei cada vegada que un membre de la família reial moria i per això aquestes persones van ser anomenats Bontwumafo [Boa (ntwomafo- persones d'argila vermella de mponsem]. Aleshores quan qualsevol personatge reial moria, 100 homes d'aquests Bontwumafo eren sacrificats durant el funeral i la seva sang s'utilitzava com a argila vermella a la pintura d'algunes parts del cos del difunt i els seus cossos eren col·locats en la tomba en què es va col·locar el taüt. Ntim Gyakari, un home interessat en les dones, va prendre una esposa Abooso; llavors la seva mare va caure mortalment malalta; al saber això, la dona va anar a Abooso per alertar als seus parents Bontwumafo. Quan va arribar la notícia que la mare del rei era morta, els Bontwumafo i els habitants dels pobles dels voltants immediatament van fugir per evitar ser immolats en gran nombre i van buscar refugi amb Osei Tutu a Kumasi. Després de la Guerra de Feyiase de 1701, Osei Tutu va reassentar aquests Bontwumafo a Atwima (ara districtes Atwima Mponua i Atwima Nwabiagya) i el seu líder va ser nomenat Atwimahene.
Quan va quedar clar que els bontwumafos van ser rebuts per Osei Tutu, altres grups de Denkyira els van seguir. Aboabo era un poble prop del riu Oda. La ciutat va ser habitada per escuders del Denkyirahene (els Akyamfuo) i vilatans que buscaven or en les planes del riu Ofin, a l'est de Watreso. Un conflicte va sorgir entre els Akyamfuo i els habitants del poble, i en el curs d'aquest conflicte, els vilatans va matar alguns dels escuders. Quan Ntim Gyakari fou informat es va enfurismar i va convocar els pobladors a comparèixer davant ell. A la reunió el cap dels habitants del poble, Owusu Koanyama va molestar l'ocupant del Bankam Dwa (el tron Denkyira) dient que els propis funcionaris del rei (els escuders) eren rufians que ho robaven tot al poble. El rei Ntim Gyakari va muntar en colera i va ordenar que Owusu Koanyama hauria de ser assassinat immediatament, juntament amb tota la seva família. Això es va fer a l'acte. Els vilatans i els habitants de les ciutats, properes a Aboabo, van escapar a Aixanti. No obstant això, van fer una assemblea entre ells i van optar per tornar de nou a casa i demanar al rei el perdó. Ntim Gyakari estava a punt de lluitar en la guerra de Feyiase i per això els va matar, cosa que va espantar a altres de l'exili que ja no van voler tornar a casa. Altres servents de la casa de Ntim Gyakari que també van desertar van ser els germans Akwadan i Nuamoa, els principals portadors de corns d'or del Denkyirahene. Van arribar a Kumasi amb les seves banyes d'or i els seus considerables seguidors. Van ser reassentats a Asuoyeboa (a Kumasi), i més tard portats a Kumasi quan Osei Tutu va crear per a ells el tron (tamboret) d'Asokwa (a Kumasi) perquè poguessin actuar com els seus comerciants, així com els seus porta corns. De la mateixa manera, el cap de timbalers del Denkyirahene, va fugir amb Osei Tutu amb la seva germana Boatemaa Twum i molts seguidors. Osei Tutu el va designar com Nkukuwafohene. Hi ha molts altres que no és possible esmentar en aquest article, que van anar a Aixanti.
El més important de tots els que van emigrar, que va reduir dràsticament el poder de Ntim Gyakari i la seva autoritat sobre el nord de Denkyira, eren els Inkwayulaes o Nkawie. La població de Nkawie, a uns 30 km al nord d'Abankeseso, va ser la segona ciutat més important de l'Imperi Denkyira. Nkawie era en si mateix un estat igual que Kwaman (Kumasi). Va ser governada per un llinatge que ocupava un tamboret de la mateixa branca que el rei de Denkyira. La seva cadira femenina també va ser ocupada per nebodes del Denkyirahene, dones que eren elegibles per esdevenir reines mares de Denkyira. Així es feia la proclamació dels reis de Denkyira sense problemes després de la mort del rei, evitant disputes a la família reial
El conjunt de les diverses unitats independents es van mobilitzar manades pel Mamponhene Boahinantuo. Ntim Gykari estava segur que venceria a l'exèrcit Aixanti pel que no va ser al camp de batalla; en lloc d'això es va quedar a la seva tenda jugant amb la seva dona el joc anomenat Oware.
L'exèrcit principal aixanti finalment es va trobar amb els seus enemics a Feyiase, entre Kuntenase i Kumasi. La unitat Juaben es va avançar i va encerclar a Ntim Gyakari que estava assegut amb cadenes d'or sobre els seus turmells i el va fer presoner. El van portar a Kumasi on va ser jutjat i executat.
El cos de Ntim Gyakeri es va dividir de la següent manera: el cap se li va donar al Asantehene, el seu os esquerra de la cama a Asumegya, l'os dret de la cama a Mampon, les vèrtebres a Aduaben. Aquests tres caps van rebre permís per copiar als seus tamborets (trons) les insígnies de Ntim Gyakari

### Hegemonia de Aixanti
Després que Ntim Gyakari va ser executat a Feyiase, el seu parent Asenso Kufuor, exiliat a Kumasi, va ser confirmat en el títol de Nkawiehene i se'n va anar a viure en aquesta ciutat, però no a la vella Nkawie que es desconeguda de moment per la geografia i l'arqueologia. Totes les terres d'Asenso Kufuor li van ser restaurades després que el Bantamahene Apraku, successor d'Amankwatia, acusés a Nkawie d'haver fracassat en el seu deure de protegir Kumasi dels Ebirimoro de Sefwi que va atacar Kumasi mentre els aixantis seguien lluitant contra els akyems. Quan el cas va ser vist pel rei Opoku Ware I, Bantamahene va declarar davant el rei que Nkawie era un regne del tron Denkyira i estava mantenint l'esperança de trencar amb l'Asantehene i convertir-se en el Rei Denkyira al seu torn, per tant, era no un veritable patriota aixanti. Això va fer que el rei Opoku Ware s'enfurismès, en aquest gir dels esdeveniments i va imposar a Bantamahene una multa per haver parlat i revelat els orígens de Nkawie que estava prohibit per una de les principals lleis aixantis, les «Setanta-set lleis" de Komfo Anokye. El Rei de Asante llavors els va permetre a Kufuor utilitzar l'antic nom de Nkawie "i també va estendre les terres de Nkawie cap a l'oest del riu Offin arribant fins Bibiani a la regió occidental, que encara ocupen avui dia. No obstant això, fins a la data el tron de Nkawie segueix sent la seu de la reialessa Denkyira, ja que Nana Kwabena Kufuor va abdicar el tamboret Nkawie per ocupar el tamboret Denkyira després de la mort del Denkyirahene Odeefuo Kwadwo Tibú II el 1931. També quan el Denkyirahene, Odeefuo Owusu Bori II va ser destronat per Kwame Nkrumah el 1953 per dedicar-se a la política, Kufuor va arribar i va ocupar el tamboret de Nkawie quan el seu germà ja estava ocupant el tron de Denkyira. Tant les tradicions Denkyira com aixanti afirmen que Asenso Kufuor va separar de l'aliança de Denkyira a l'estat més gran després d'Abankeseso dels que depenien de Ntim Gyakari, i va posar en dubte la fiabilitat de gran part del nord del país Denkyira. Per tant, al final de 1701, quan Abankeseso es va enfrontar a la coalició de Kwaman/Kumasi que es convertiria en Aixanti, el primer tenia molts enemics i pocs amics i això va causar la caiguda de l'Imperi Denkyira.
Els aixantis van portar la seva victòria al propi territori de Denkyira i van saquejar la seva capital Abankesieso, a mitjan 1701. Van portar a l'esclavitud a molts dels millors artesans de Denkyira i els van utilitzar en fer pesos a Kumasi. De fet, va ser una guerra que va deixar una empremta indeleble en la història de Denkyira. Hi ha la dita: "Ntim Gyakari ne Asoa home Akobo Feyiase", o sigui "Ntim Gyakari va portar a la seva nació a enfonsar-se a Feyiase". La catàstrofe va tenir lloc un divendres, d'aquí l'origen del jurament Denkyira "Fiada ne Denkyira" després d'aquesta desgràcia nacional. Els clans Agona germans, Akyem Oda, i Bodweseanwo, van acudir en ajut del seu clan germà més gran, Denkyira, en aquesta guerra; per tant l'Asantehene va iniciar la divisió política i va repartir el govern entre els tres germans del clan; per aquesta mesura l'Akyem Odahene va ser posada sota el control de l'Anantahene de Kumasi; el Boadweseanwohene sota el Dadeasohene; i el Denkyirahene va quedar sota el Bantamahene. Com a resultat, la supremacia de Denkyira es va esvair.
La narració és que després de la mort del rei Osei Tutu Mpimso el 1717 Denkyirahene Buadu Akafu Brempon va resoldre venjar-se de Aixanti, però l'exèrcit aixanti es va moure ràpidament per tallar la insurrecció d'arrel.
El regne de Denkyira va dominar el comerç amb europeus en la part occidental del que és ara Ghana mentre el regne d'Akwamu el dominava a la part oriental.
Va dominar els estats veïns excepte Akwamu i Akyem i Aixanti fou un estat tributari de Denkyira fins al 1701, quan va ser derrotat per Aixanti en la batalla de Feyiase, i es va invertir la situació, esdevenint Denkyira un tributari de l'Imperi Aixanti.
Hi va haver una altra revolta durant l'època de Denkyirahene Owusu Bore I, que va resultar un fiasco. Un cop més, Denkyira va aprofitar la mort del Asantehene Osei Kwadwo (1781) i va fer un altre esforç per restablir la seva independència, però la revolta va ser reprimida per tercera vegada. El rei Denkyira estava a Adanse, a l'oest, però la regió fou assolada pels aixantis i la va haver d'abandonar. En conseqüència, durant el regnat del 15è Dekyirahene Nana Kwadwo Tibú I, es van traslladar cap al sud després de la guerra Aixanti-Gyaman de 1818, i van fundar el seu nou estat a Jukwa. La causa immediata de la fugida va ser que l'exèrcit aixanti va fer una campanya contra el Gyamanhene Adinkra. El Denkyirahene i les seves tropes van entrar Gyaman sota el pretext de fumar una pipa de pau amb Adinkra que reclamva una relació del clan Agona amb la tribu Nana; Adinkra es va adonar aviat que la rapidesa de l'avanç de Denkyira era més aviat per la guerra que per la negociació de la pau. Adinkra es va disparar a si mateix i va ser colpejat a la boca per l'explosió de la seva pròpia pistola i va morir a l'instant. El crani va ser portat a Kumasi com a trofeu de guerra acompanyat de Apau, fill de Adinkra.

### Nou regne a Jukwa
Les tradicions asseguren que el contingent Denkyira va rebre una acollida freda a Kumasi amb les següents declaracions del propi Asantehene: "Kwadwo, ma woko woko ni afa e? " Això és: "en la lluita per l'altra, heu tingut molt de zel; llavors, que podríeu fer lluitant en el propi nom? ». Aquesta declaració era inacceptable per l'estat Denkyira; era una expressió que l'Asantehene tenia odi a Denkyira. Una crida a l'emigració cap al sud, es va fer al llarg i ample de Denkyira, i van seguir la tribu Nana cap al sud creuant el riu Offin a Nkyenkyenso prop d'Aboaboso, passant per Wassaw, Fiase Mpoho, i finalment es van aturar a Cape Coast. El Governador els va aconsellar romandre a Kakomdo (o Essakyiri). Però aquest lloc no podia contenir el seu gran nombre, així que després d'una estada breu, es van moure cap al bosc i finalment es van establir en un lloc a uns 22 quilòmetres al nord-oest de Cape Coast on els pobladors indígenes eren de la família Abrade a Banaso, manats per Tueni Kodee. Ja que eren pocs i no tenien un gran cap suprem, els denkyires van decidir absorbir-los i hi va haver una recrudescència de les escaramusses entre clans. El Governador, per tant, va intervenir i va determinar que el riu Pra s'havia de convertir en el límit natural entre ells definitivament quedant així garantida la frontera del seu nou estat. En arribar, el Denkyiras va observar que tota la zona era molt tranquil·la, per tant la van anomenar Dwokwa (de fet Eha Dwo Kwa), és a dir. "Res més que la pau" que es va corrompre a Dwkwa (el seu anglicisme és Jukwa).

### Confederació Fanti i integració a la colònia de Costa d'Or
El 1868 Denkyira va entrar a la Confederació Fanti per lluitar amb Gran Bretanya contra Aixanti i els holandesos. Quan la confederació es va demostrar incapaç de derrotar els aixantis, esdevingué part de la colònia britànica de Costa d'Or el 1874. El 1957 Costa d'Or esdevingué independent amb el nom de Ghana.

### Regne tradicional
El governant actual de Denkyira és Odeefuo Boa Amponsem III. Les ciutats principals de Denykira són Jukwa, Dunkwa-On-Ofin, Ayafuri, Diaso, Kyekyewere, Mfuom, Dominase, Ntom, New Obuasi, Nkotumso, Maudaso, Asikuma, Jameso Nkwanta, Buabinso, Bethelehem, Buabin, Akropong, Nkronua, Nkwaboso/Akwaboso i Afiefiso. L'àrea total és de 1.199 km² amb 1.510 establiments; als districtes de Denkyira hi ha 8 Area councils i quatre cacicats tradicionals (Hemang, Denkyira, Twifo i Affi Monkwaa).

## Reis
| Període             | Governant                                                        | Notes                                                            |
| ------------------- | ---------------------------------------------------------------- | ---------------------------------------------------------------- |
| Agona               |                                                                  |                                                                  |
| 1500                | Fundació de l'estat Agona                                        | Fundació de l'estat Agona                                        |
| Agonahenes (reis)   |                                                                  |                                                                  |
| segle XVI           | Nana Ayekraa Adeboa Agonahene                                    |                                                                  |
| segle XVI           | Annin Panyin Agonahene                                           |                                                                  |
| vers 1570-1588      | Ahi i Aha Agonahene                                              | governen junts                                                   |
| 1588 a 1620         | Mumunumfi, Agonahene                                             | després Denkyirahene                                             |
| 'Denkyira'          | Nou nom de l'estat                                               | Nou nom de l'estat                                               |
| Denkyirahene (reis) |                                                                  |                                                                  |
| 1620 a 1624         | Mumunumfi, Denkyirahene                                          | i Agonahene                                                      |
| 1624 a 1637         | Werempe Ampem, Denkyirahene                                      |                                                                  |
| 1637 a 1695         | Boa Amponsem I, Denkyirahene                                     |                                                                  |
| 1695 a 1701         | Ntim Gyakari, Denkyirahene                                       |                                                                  |
| 1701                | Derrotat pels Aixantis, esdevingué un regne tributari d'aquestos | Derrotat pels Aixantis, esdevingué un regne tributari d'aquestos |
| 1701 a 1702         | Boado Ahafo Berempon, Denkyirahene                               |                                                                  |
| 1702 a 1712         | Kyei Akobeng, Denkyirahene                                       |                                                                  |
| 1712 a 1720         | Amoako Atta Panyin, Denkyirahene                                 |                                                                  |
| 1720 a 1725         | Gyan Badu, Denkyirahene                                          |                                                                  |
| 1725 a 1770         | Amoako Atta Kuma, Denkyirahene                                   |                                                                  |
| 1770 a 1793         | Amoako Atta Yiadom, Denkyirahene                                 | ♀                                                                |
| 1793 a 1813         | Owusu Bori I, Denkyirahene                                       |                                                                  |
| 1813 a 1851         | Kwadwo Tibu I, Denkyirahene                                      |                                                                  |
| 1851 a 1859         | Kwakye Fram, Denkyirahene                                        |                                                                  |
| 1859 a 1869         | Kwesi Kyei I, Denkyirahene                                       |                                                                  |
| 1870 a 1875         | Boa Amponsem II, Denkyirahene                                    |                                                                  |
| 1875 a 1910         | Nkwantabisa I, Denkyirahene                                      |                                                                  |
| 1910 a 1912         | Kwesi Kyei II, Denkyirahene                                      |                                                                  |
| 1912 a 1918         | Nkwantabisa II, Denkyirahene                                     |                                                                  |
| 1919 a 1930         | Kwadwo Tibu II, Denkyirahene                                     |                                                                  |
| 1931 a 1941         | Nkwantabisa III, Denkyirahene                                    |                                                                  |
| 1942 a 1953         | Owusu Bori II, Denkyirahene                                      |                                                                  |
| 1954 a 1955         | Nana Kojo Odei, Regent                                           |                                                                  |
| 1955 -              | Odeefuo Boa Amponsem III, Denkyirahene                           |                                                                  |